# Государственный долг Японии
Государственный долг Японии — это задолженность правительства Японии перед своими кредиторами. По соотношению объёма государственного долга к ВВП страны Япония многие годы занимает первое место в мире.
Теория финансового кризиса обсуждается, из-за постоянно растущего долга, но процентные ставки по государственным облигациям продолжают падать обратно пропорционально увеличению государственного долга, и по состоянию на 2019 год они находятся ниже 1 %, самого низкого показателя в мире. Причина, по которой страна не становится банкротом, заключается в том, что ее центральный банк (в Японии — Банк Японии) имеет возможность выпускать собственную валюту и покупать государственные облигации, номинированные в ее собственной валюте. Первоначально большинством держателей японских государственных облигаций были отечественные японские частные финансовые учреждения, но по состоянию на 2023 год более половины находящихся в обращении государственных облигаций принадлежат Банку Японии, из-за денежно-кредитной политики количественного смягчения, связанной с экономической политикой абэномикой.
Правительство и Министерство финансов Японии рассматривают увеличение государственного долга как проблему и выражают мнение, что необходима финансовая реструктуризация посредством политики жесткой экономии, такой как повышение налогов и сокращение расходов. С другой стороны, поскольку все японские государственные облигации выпускаются в собственной валюте страны, правительство имеет неограниченную платежеспособность, и даже если накопленный долг увеличится, нет риска внезапного повышения процентных ставок по государственным облигациям, краха в обменном курсе, или гиперинфляции. Часть экспертов говорят, что увеличение бюджетного дефицита и долга не является проблемой, и мнения разделились относительно того, следует ли рассматривать бюджетный дисбаланс Японии как проблему.

## История

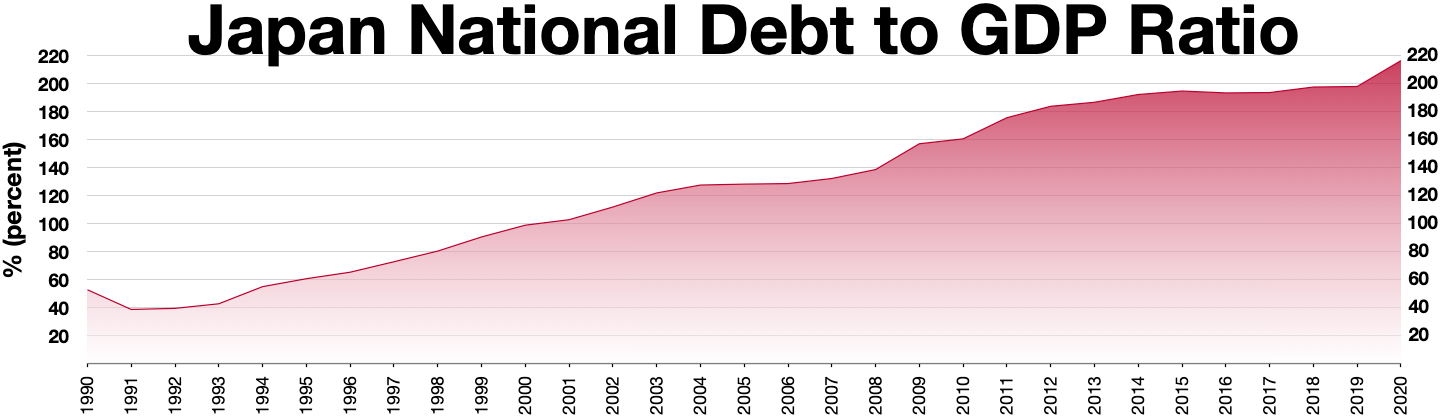
Соотношение государственного долга Японии к ВВП страны с 1990 до 2020 г.

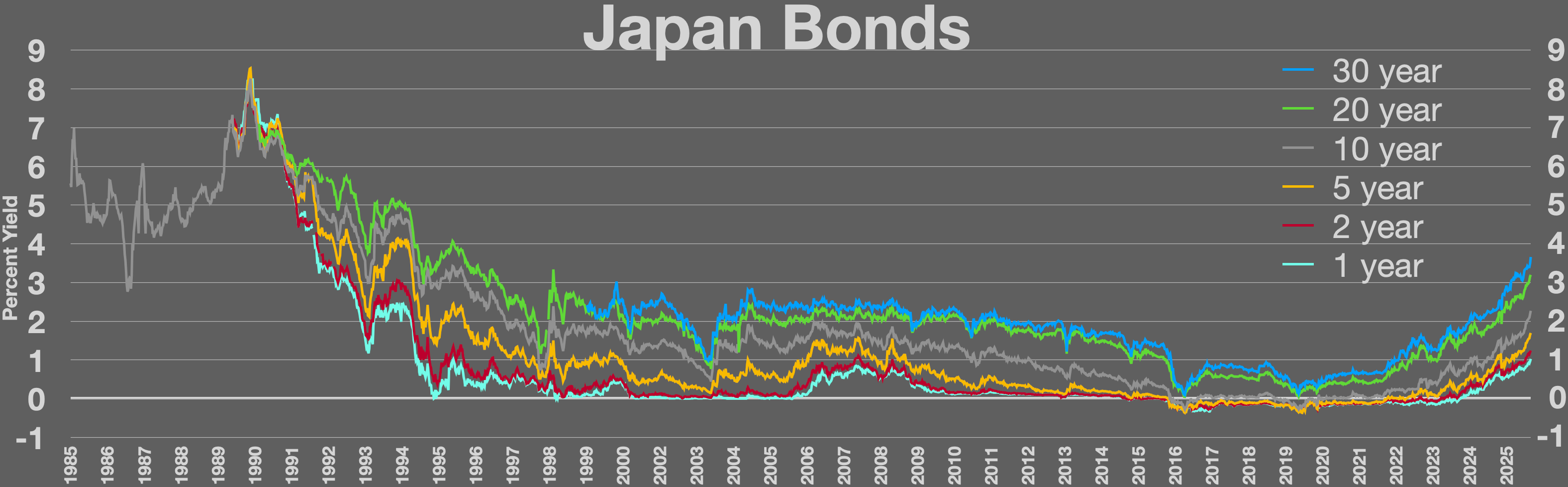
Облигации Японии Перевернутая кривая доходности в 1990 году
Политика нулевой процентной ставки началась в 1995 году
30 лет
20 лет
10 лет
5 лет
2 года
1 год

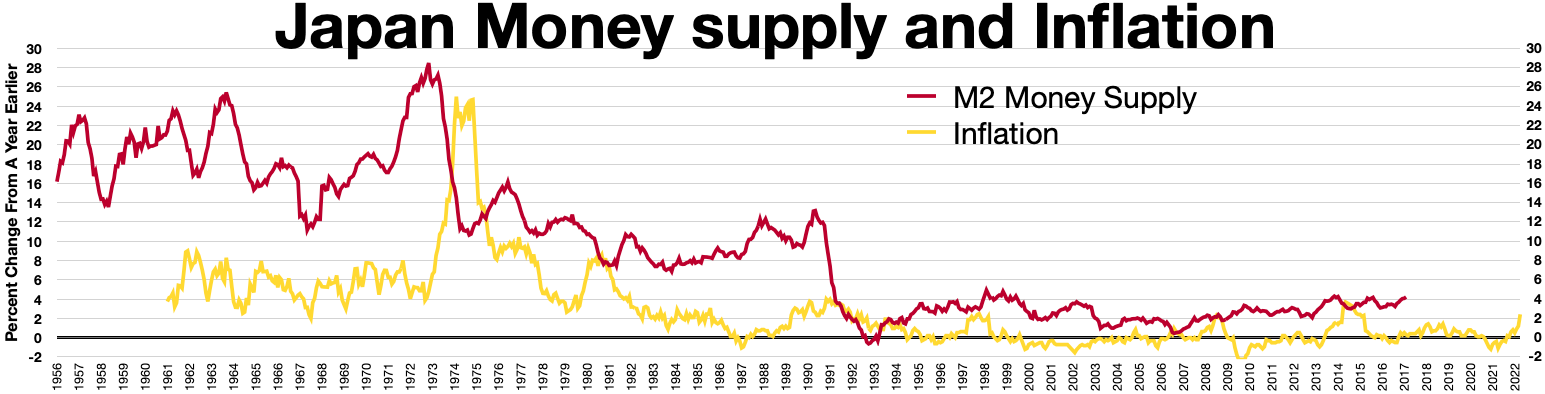
Денежная масса Японии и инфляция с 1961 до 2017 (по годам)
M2 Денежная масса
Инфляция

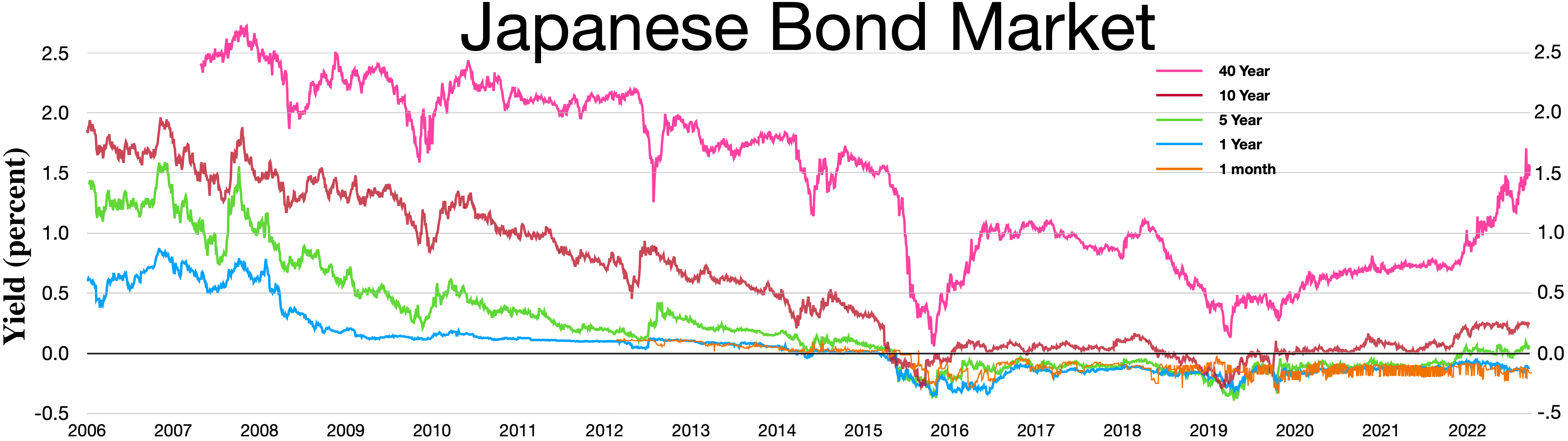
Японский рынок облигаций
Отрицательные процентные ставки
40-летняя облигация
10-летняя облигация
5-летняя облигация
1-летняя облигация
1-месячная облигация

Государственный долг Японии с апреля 1982 года по август 2018 года, не включая долю, принадлежащую Банку Японии, в триллионах иен.
Внутренние облигации
Краткосрочные ценные бумаги
Заемные средства
Среднее значение за последние 12 месяцев

Государственный долг Японии с апреля 1982 года по октябрь 2020 года, включая долю, принадлежащую Банку Японии, в триллионах иен.
Внутренние облигации
Краткосрочные ценные бумаги
Заемные средства
Среднее значение за последние 12 месяцев

Развитие торгово-экономических связей Японской империи с другими странами мира активизировалось в ходе "революции Мэйдзи" 1870х гг.
В 1876 году японские банки получили право выпуска бумажных банкнот под облигации государственного займа, в 1882 году был создан Банк Японии (центральный эмиссионный банк страны с монопольным правом денежной эмиссии, на который возложены функции кассового исполнения бюджета и управления государственным долгом).
В декабре 1931 года в Японской империи был прекращён обмен банкнот на золото.
По оценке правительства США, уже в 1936 году и первом квартале 1937 года Японская империя увеличила свои военные расходы (несмотря на официально объявленное 14 февраля 1937 года сокращение государственных расходов). Начало новой войны в Китае летом 1937 года потребовало очередного увеличения военных расходов - и в октябре 1938 года началась эмиссия специальных бумажных банкнот для расчётов на оккупированных территориях.
На 1945/1946 финансовый год были утверждены государственные расходы в размере 103,8 млрд. иен — значительно больше национального дохода (90 млрд. иен).
После поражения во Второй мировой войне и капитуляции положение Японии было сложным.
В 1945 году оккупационными властями США был начат выпуск в обращение оккупационных иен, находившихся в обращении параллельно с японской иеной.
13 мая 1946 года было подписано соглашение о выплате репараций. В связи с обесцениванием японской иены, в 1945-1947 гг. во внутренних расчётах широко использовались заменители денег, бартер и взаимозачёт, в дальнейшем была проведена денежная реформа. В 1948 году оккупационная иена США была изъята из обращения (за исключением Окинавы, где она была объявлена единственным законным платёжным средством и использовалась до 16 сентября 1958 года).
В декабре 1948 года правительством Японии была принята разработанная правительством США программа экономической стабилизации, в 1950 году - проведена налоговая реформа.
1950е-1960е годы характеризовались быстрым экономическим ростом.
На 1 апреля 1955 года государственный долг страны составлял 549 579 млн. иен (в том числе внутренний долг - 464 213 млн. иен и внешний долг - 85 366 млн. иен).
В 1971 году темпы роста японской экономики замедлились в результате перепроизводства в ряде ведущих отраслей (валовой региональный продукт в 1970 году увеличился на 10,8%, а в 1971 году - увеличился на 5,7%). В 1971 году отношения между США и Японией осложнились в связи с экономической политикой правительства Никсона, вызванной валютным кризисом (в результате коллапса Бреттон-Вудской системы). В 1972 году правительство Японии с целью улучшения положения в экономике приняло чрезвычайные меры: на 22% увеличило государственные расходы (для финансирования которых были выпущены облигации государственного займа на сумму около 2 трлн. иен), а в июне 1972 года - в шестой раз с начала экономического спада были снижены официальные банковские ставки (после чего они достигли самого низкого уровня за последние двадцать лет). Кроме того, для ослабления давления на обменный курс иены был ослаблен валютный контроль, расширено предоставление долгосрочных кредитов другим странам, поощрялись зарубежные инвестиции и расходование валютных резервов за границей. В результате, в 1972 году деловая активность в стране увеличилась.
В 1973 году экономический подъём продолжался, но после начала топливно-экономического кризиса в октябре 1973 года положение в зависимой от поставок энергоносителей и сырья экономике Японии снова ухудшилось. Были введены ограничения на потребление нефтепродуктов и электроэнергии для многих отраслей экономики, но в конце года производство в ряде отраслей промышленности стало сокращаться, промышленное строительство приостановилось, имел место инфляционный рост цен. Усиленный вывоз капиталов за границу в течение 1973 года и рост импортных цен вызвали значительное ухудшение валютно-финансового положения (за этот год золотовалютные резервы страны сократились на 6119 млн. долларов США). Объём промышленной продукции в 1975 году сократился на 10,9% по сравнению с предыдущим годом и на 13,8% по сравнению с 1973 годом. Постепенный выход из кризиса начался весной 1976 года.
После того как 29 апреля 1976 года в районе острова Осима затонул греческий танкер, правительству Японии потребовалось экстренно выделить финансирование для предотвращения начавшейся экологической катастрофы и ликвидации её последствий.
В марте 1985 года Япония завершила 1984-1985 финансовый год с государственным долгом в размере 122 трлн. иен.
В начале 1986 года объём государственного долга составлял около 135 трлн. иен, в начале 1987 года - около 170 трлн. иен. Несмотря на начавшиеся в 1986-1987 гг. осложнения в экономике, в 1987 году правительство Японии аннулировало ограничения на размеры военного бюджета (который до этого времени не должен был превышать 1% ВВП страны), 23 января 1987 года военные расходы впервые после окончания Второй мировой войны превысили 1 % ВВП страны. К началу 1988 года объём государственного долга составил около 180 трлн. иен.
1990е годы характеризовались замедлением темпов роста экономики. После Азиатского финансово-экономического кризиса 1997-1998 гг. объём государственного долга Японии увеличился - до 140% ВВП в начале 1999 года. Для стабилизации ситуации была проведена реформа банковской системы, снижены налоговые ставки на доходы корпораций и физических лиц, списаны невозвратные банковские долги, временно национализированы некоторые специализированные банки, выпущены облигации государственного займа.
Начавшийся в 2008 году всемирный экономический кризис осложнил положение в экономике страны. Сильное землетрясение 11 марта 2011 года, авария на АЭС "Фукусима-1" и необходимость ликвидации их последствий вызвали дополнительные расходы - и в октябре 2011 года объём государственного долга достиг 200% ВВП страны. В 2012 году правительство Синдзо Абэ начало реализацию новой экономической политики, получившей название "абэномика". В 2016 году объём государственного долга страны составил 234,7% ВВП.
К концу марта 2022 года государственный долг Японии достиг 1,017 квадриллиона иен.
По данным МВФ, в 2018 году объём государственного долга Японии составил 232,386% ВВП страны; в 2019 году - 236,431% ВВП страны, в 2020 году - 258,709% ВВП страны, в 2021 году - 255,394% ВВП страны, в 2022 году - 261,289% ВВП страны.
По состоянию на декабрь 2022 года государственный долг Японии оценивается примерно в 9,8 триллиона долларов США (1,30 квадриллиона иен) или 263 % ВВП страны, 43,3 % этого долга принадлежит Банку Японии.

## Современное состояние
По соотношению объёма государственного долга к ВВП страны Япония многие годы занимает первое место в мире.
Экономист Кохэй Ивахара считает, что такой исключительно высокий уровень долга по отношению к ВВП возможен только потому, что большая часть долга принадлежит гражданам Японии: «Японские домохозяйства держат большую часть своих сбережений на банковских счетах (48 %), и эти деньги используются коммерческими банками для покупки японских государственных облигаций. Таким образом, 85,7 % этих облигаций принадлежат японским инвесторам»..